# Ceraeochrysa berlandi
Ceraeochrysa berlandi är en insektsart som först beskrevs av Navás 1924.  Ceraeochrysa berlandi ingår i släktet Ceraeochrysa och familjen guldögonsländor. Inga underarter finns listade i Catalogue of Life.